# Beekman Winthrop
Beekman Winthrop   (Orange, 18 de setembre de 1874 - Nova York, 10 de novembre de 1940) fou un advocat americà, oficial de govern i banquer. Va servir com a Governador de Puerto Rico de 1904 a 1907, com a Secretari d'Ajudant del Ministeri d'hisenda de 1907 fins 1909 i Secretari d'Ajudant de l'Armada de 1909 a 1913.